# Igreja de São Nicolau (Tingrith)
A Igreja de São Nicolau é uma igreja listada como Grau I em Tingrith, Bedfordshire, Inglaterra. Tornou-se um edifício listado no dia 23 de janeiro de 1961.
As paredes de arenito marrom datam do século XV; o rendilhado das janelas é de cantaria branca.